# Allel kodominujący
Allel kodominujący – allel, który wraz z drugim odmiennym allelem kodominującym daje mieszany fenotyp w heterozygocie, to znaczy taki fenotyp, w którym ujawniają się cechy kodowane zarówno przez pierwszy jak i drugi allel. Przykładem takowego allelu są allele ludzkich grup krwi A i B, które u osób z allelami A i B dają grupę krwi AB (oba antygeny są widoczne na powierzchni komórek).
Obecność dwóch różnych alleli kodominujących tego samego genu nazywana jest kodominacją, dla odróżnienia od recesywności, czyli sytuacji, w której jeden z alleli jest allelem dominującym a drugi recesywnym. Przyczyną, dla której allele są recesywne (a nie dominujące albo kodominujące) jest fakt, że kodują one uszkodzone białka albo nie kodują ich wcale.